# Red Faction
Red Faction es una serie de videojuegos del género de ciencia ficción, videojuego de disparos desarrollados por Volition, Inc. y publicado por Nordic Games. sus orígenes están en el año 2001, los videojuegos Red Faction han abarcado Microsoft Windows, Mac OS y muchas consolas, incluyendo la PlayStation 2, GameCube, Xbox, PlayStation 3 y Xbox 360. La serie Red Faction ha sido tratada en sus matices temáticos a través de los distintos géneros de videojuegos. Uno de los temas más destacados de la serie es su matiz socialista revolucionaria. De los mineros en una destacada rebelión (en caminos separados) en Red Faction y Red Faction: Guerrilla, a la monarquía derrocada de Red Faction II, este ha sido un tema central desde el inicio de los juegos en 2001.

## Jugabilidad

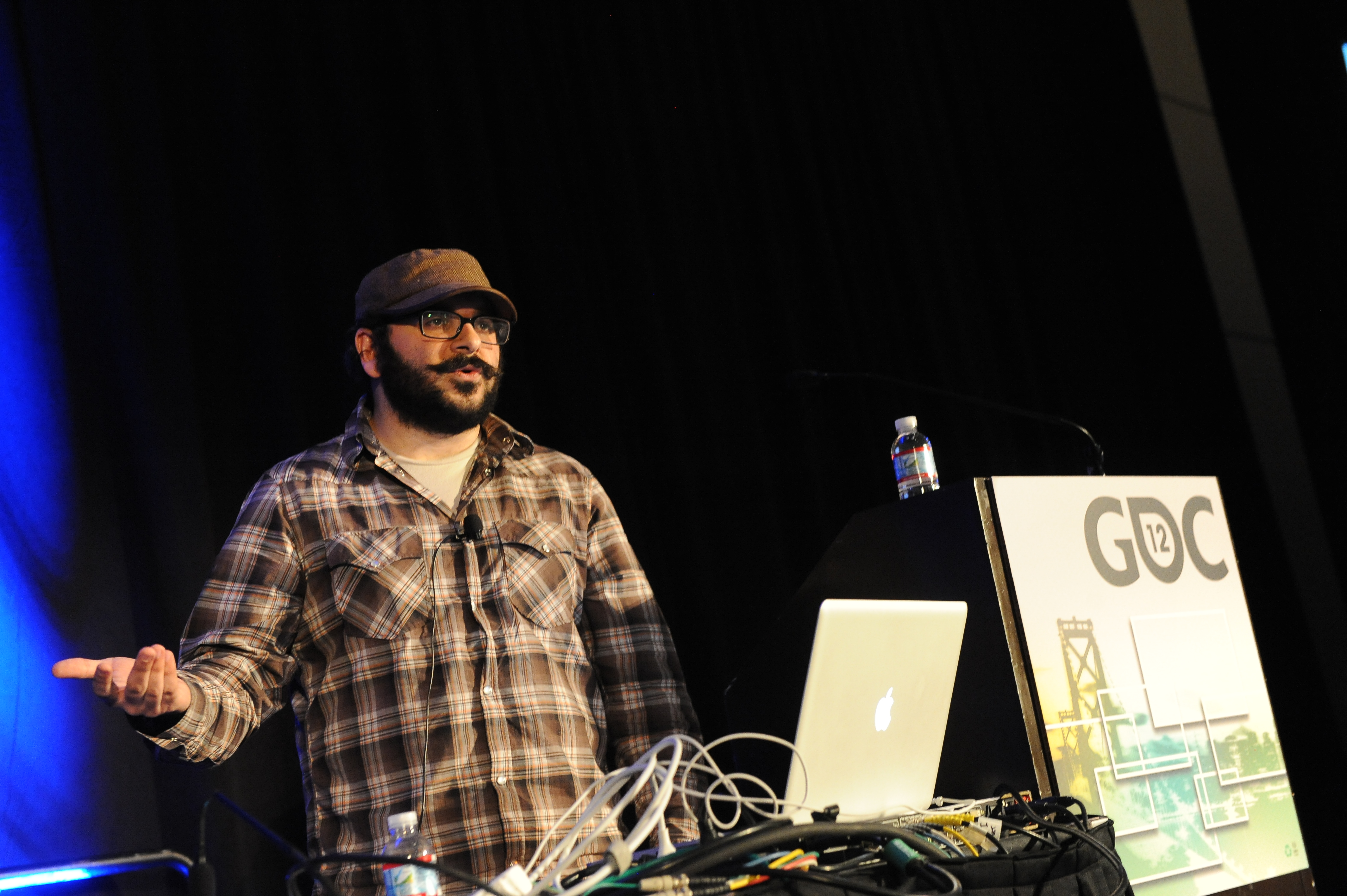
Dave Samuel de Volition presentando en la GDC 2012, una presentación sobre "Comunicación y la iteración de los Efectos Visuales en Red Faction

La serie ha tenido dos estilos de juego, el primero es un elemento de un tradicional videojuego de disparos en primera persona que fue utilizado por los dos primeros juegos de la serie, mientras que el segundo es un estilo de mundo abierto con modo tercera persona que se utilizó por primera vez en Red Faction: Guerrilla y sigue en Red Faction: Armageddon. Ambos estilos aunque comparten un elemento común que son las características de destrucción del medio ambiente únicos de la serie, este se mejoró en Red Faction: Guerrilla, cuando se aplica a todos los edificios en el juego haciendo que virtualmente todo el entorno del juego sea destructible.
Los dos primeros juegos eran videojuegos de disparos tradicionales en primera persona con elementos de destrucción ambientales únicos que fueron elogiados en las dos entregas. Los juegos incluyen vehículos, pistolas, rifles, explosivos y otras armas de tirador y características tradicionales. Mientras que los dos primeros videojuegos no re-inventaron el videojuego de disparos en primera persona, su motor Geo-mod y la historia rebelde de dos facciones si supusieron un nuevo paso para el género.
En lugar de seguir a los tradicionales videojuegos de disparos con estilo primera persona de los dos primeros juegos, tanto Guerrilla como Armageddon utilizan un estilo de juego en tercera persona. Guerrilla se desarrolla en un mundo abierto con el medio ambiente en el planeta de Marte permitiendo a los jugadores andar libremente y vagar a través del medio ambiente. Armageddon ofrece una experiencia más lineal, en gran parte en movimiento a través de pasillos y cavernas de objetivo a objetivo. En los juegos, todos los ambientes son totalmente destructibles lo que significa que cada edificio en el juego puede ser destruido. Los jugadores suelen estar equipados con cuatro armas, el arma principal es un Martillo generador con tres armas más de la elección del jugador. Estas armas se compran principalmente utilizando el salvamento, la moneda principal del juego, con la excepción de los cargos remotos y el rifle de asalto, los cuales se dan al jugador de forma predeterminada en el inicio del juego. Armas adquiribles incluyen un Rifle de Arco, Grinder, Lanzacohetes, Minas de proximidad y un Nano Rifle. Los jugadores van a misiones alrededor para la Red Faction y realizan acciones de guerrilla para liberar a varios sectores de Marte contra el mando de la Fuerza de Defensa de la Tierra.
Todos los juegos de la serie cuentan con el motor Geo-Mod utilizado en los cuatro juegos, la abreviatura de la tecnología de "Geometría Modificación". El motor Geo-Mod le permite al jugador el poder destruir partes de las paredes, pisos y otras características de los niveles de una manera no-predefinida utilizando diversas armas explosivas. El motor Geo-Mod se ha actualizado en los juegos posteriores de la serie. La actualización para el Red Faction: Guerrilla fue planeado originalmente para ser llamado RED, abreviatura de Realtime Environment Destruction  (Ambiente de Destrucción en Tiempo Real) pero más tarde fue renombrado como Geo-Mod 2.0, lo que permitió la destrucción de forma libre de edificios y otras estructuras. Geo-Mod fue actualizado con la versión 2.5 en Red Faction: Armageddon. Aunque Volition había planeado incluir el Geo-Mod en Saints Row: The Third, finalmente no lo hizo en el juego terminado.

## Juegos

### Red Faction (2001)
Red Faction es el primer juego de la franquicia Red Faction que fue lanzado originalmente a mediados de 2001 y más tarde relanzado para otras plataformas. Red Faction fue también el primer juego para ejecutarse en el motor Geo-Mod que permitió una destrucción del medio ambiente sin igual.
Red Faction tiene lugar en Marte en el año 2075. El protagonista, Parker, es un minero que llegó a Marte en busca de una vida mejor lejos de la Tierra. En cambio, encuentra una gran cantidad de abusos de la Ultor Corporación hacia los trabajadores y les obligan a soportar peligrosas condiciones de vida. Una plaga de origen desconocido arrasa a través de la colonia, pero la Ultor no hace nada para detener su propagación, o para proporcionar ayuda a los enfermos.

### Red Faction II (2002)
Red Faction II es la secuela de Red Faction. El juego fue lanzado en octubre de 2002 para la PlayStation 2, ya a principios de 2003 estaba disponible para otras plataformas. Red Faction II es un videojuego de disparos en primera persona basado en tierra que en su mayoría se desvió de la historia ambientada en Red Faction, sólo dejó el mantenimiento de pequeños detalles de la trama. Muchas nuevas características se han añadido a la secuela del juego original. Entre ellas se encuentran las armas nuevas y evolucionadas y mejores efectos visuales.
Red Faction II tiene lugar en la Tierra en el año 2080. El protagonista, Alias, es un soldado genéticamente súper mejorado anteriormente empleado por la Ultor Corporation. La nanotecnología desarrollada por el Dr. Capek (visto en Red Faction) ha caído en manos del FED (que ahora se asocia con Ultor) y muchos otros grupos terroristas. Una dictadura, "La Comunidad", ha empleado a Alias para recuperar la nanotecnología y otros datos.

### Red Faction: Guerrilla (2009)
Red Faction: Guerrilla es la tercera entrega de la franquicia Red Faction. El juego supone un tercer punto de vista en la trama y un mundo abierto para jugar en persona. El juego fue lanzado en algunas plataformas el 2 de junio de 2009, siete años después de su predecesor y contó con un sistema de juego muy diferente.
Red Faction: Guerrilla tiene lugar en 2125. La Fuerza de Defensa de la Tierra (EDF), los aliados en la "Red Faction" original, se han convertido en el principal antagonista de Guerrilla. Los recursos naturales de la Tierra se han vuelto escasos, y como resultado, la economía mundial ha colapsado con la especulación desenfrenada de los productos básicos y la falta de producción. Bajo la presión de las corporaciones y los líderes de la Tierra para adquirir los recursos de Marte a cualquier costo y en un paso para satisfacer la alta demanda de la Tierra, el FED ha obligado a la sociedad marciana a vivir en un estado permanente de trabajo no libre. La recientemente reformada "Red Faction" surge para rebelarse contra el FED, y echarlos fuera del planeta, y comenzar negociaciones justas con la Tierra.

### Red Faction: Armageddon (2011)
El 4 de junio de 2010, las primeras imágenes de Red Faction: Armageddon. Debutaron en la forma de un breve teaser tráiler en GameTrailers THQ ha anunciado que el juego se muestra en la Electronic Entertainment Expo 2010. En 27 de junio de 2011, THQ anunció que abandonaba la larga franquicia de Red Faction; sin ningún plazo para un desarrollo futuro, debido a las bajas ventas del último juego de la franquicia, Red Faction: Armageddon.

## Futuro
El 19 de diciembre de 2012, THQ se declaró en bancarrota del capítulo 11 lo que condujo a una subasta de propiedades de THQ que se celebró el 22 de enero de 2013. Mientras el desarrollador Volition, Inc. fue adquirido por Deep Silver, junto con Saints Row, Red Faction no era parte de la transacción. El 22 de abril de 2013, Red Faction fue comprado por Nordic Games en el final de la transacción de los activos de THQ. Una comunidad de fanes se ha organizado para solicitar el desarrollo de un nuevo título de la serie.
Después de su compra, el CEO de Nordic Games Lars Wingefors declaró que o bien querían trabajar con los creadores originales o con el mejor desarrollador posible para trabajar en secuelas o contenidos adicional. Después de enterarse de que la IP de Red Faction fue adquirida por Nordic Games, el gerente general de Volition Dan Cermak expresó mucho alivio de que Red Faction esta en manos cómodas, pero ha declarado que Volition ya no continuaría la serie Red Faction.

## Otros medios
Para empatar con el lanzamiento de Red Faction: Armageddon, Volition lanzó un minijuego descargable. Red Faction: Battlegrounds que es un doble videojuego de disparos basado en el vehículo de arriba hacia abajo que está disponible a través de Xbox Live y PlayStation Network. El minijuego fue producido por Juice Games para Volition. La fecha de lanzamiento fue del 5 de abril de 2011, unas invitaciones beta fueron enviadas a un selecto grupo de suscriptores de PlayStation Plus, el 21 de septiembre de 2010.
Red Faction: Orígenes es una película largometraje para televisión producida por Syfy que coincidió con la salida de Red Faction: Armageddon. El canal anunció que la película saldría el 16 de abril de 2010. Volition confirmó el título de la película y su fecha de lanzamiento para el 19 de julio de 2010. La película está ambientada entre los acontecimientos de Red Faction: Guerrilla y Armageddon.

## Saints Row
En 2006 Volition comenzó una serie llamada Saints Row. Existen algunos temas y argumentos de cruce entre las dos franquicias, sobre todo la historia del ascenso de la Corporación Ultor al poder. Este argumento ha sido muy destacado en toda la serie, sobre todo en la trama de Saints Row 2 que continúa en sus DLC en el que los experimentos con nanotecnología de la Ultor tienen el fin de mejorar la capacidad pulmonar de los mineros (ver "La Plaga" en Red Faction), cuando se le preguntó donde Ultor planea establecer la minería, el empleado de Ultor responde, "Usted no me creerías si te lo dijera". En el segundo paquete de DLC, el personaje del jugador comenta que mientras Ultor deja de acosar a los santos ", que pueden ir a Marte para lo que me importa." En el mismo DLC hay un vehículo con el logo de Red Faction: Guerrilla como parte de su identificación al entrar. A pesar de los posibles conflictos de licencia después de que Nordic Games había comprado los derechos de la serie Red Faction, las referencias hacia Red Faction continúan haciendo apariciones desde Saints Row IV en adelante.

## Recepción
La serie en general, ha recibido críticas positivas, con el original Red Faction y tercera entrega de Red Faction: Guerrilla obteniendo el máximo reconocimiento, mientras que Red Faction II y Red Faction: Armageddon tienen solo un poco sus puntajes más débiles al menos críticamente. Algunos defectos comunes son que los gráficos se consideran detrás de su tiempo o sin complicaciones. Además, la historia dispersa y la interactividad limitada en los niveles también han sido criticados en general. En el lado positivo, la serie ha sido profundamente elogiada por sus únicas capacidades geométricas de modificación, la IA tan inteligente y los temas de narración prevalentes.
Elogiado por su largo tiempo de juego, el gran juego, e inteligente IA, a Red Faction se le da generalmente un promedio de muy buenas críticas por la crítica especializada. El juego también fue criticado por sus dispersas historias y mediocres gráficos. GameSpot dio al juego una gran opinión diciendo: "Es un gran juego grande con mucho que explorar y enemigos lo suficientemente duros para que valga la pena jugar a través del más de una vez." GameSpot galardonó al juego con un 8,9, dándole una calificación de "bueno". GameSpy galardonó al juego con una puntuación global de 89/100 y llamó a la versión de PC, "el mejor y más bien redondeado videojuego de disparos en primera persona lanzado en un largo tiempo."
La campaña de Red Faction II y la falta de multijugador en línea corta ha disminuido las el promedio de críticas de muchos críticos. Sin embargo, características reseñables incluyen la doble empuñadura, el gran multijugador (pantalla dividida) y los gráficos mejorados. Por estas y otras razones, GameSpot galardonó al juego con un 8.3/10.0, ganándose el rango de "Grande". IGN con un lado positivo de su revisión le llama al juego "un muy sólido, bien producido videojuego de disparos en primera persona", pero sus quejas declararon que: " Querer todavía muestra cierto margen de mejora en cuanto al nivel de diseño, manchas de las IA, y la aplicación del vasto potencial del concepto Geo-Mod ". A pesar de sus quejas, IGN dio a Red Faction II un 9,2/10, un "excepcional" en la clasificación. [28] La versión para PC de Red Faction II fue mucho menos bien recibida, con IGN criticando los gráficos de aspecto promedio y el increíblemente corto del puerto, aunque agradable mientras duró el modo de un solo jugador.